# A Amizade É Mágica (episódio)
"Friendship Is Magic" (bra/prt: A Amizade É Mágica) é o nome coletivo do primeiro e segundo episódios da primeira temporada da série animada de televisão My Little Pony: A Amizade É Mágica. Os episódios seguem Twilight Sparkle, uma estudiosa unicórnio anti-social, que relutantemente viaja para a cidade de Ponyville por insistência de sua mentora, a Princesa Celestia. Lá, ela se torna amiga íntima de cinco pôneis — Applejack, Rainbow Dash, Rarity, Fluttershy e Pinkie Pie. Juntas, as seis derrotam Nightmare Moon, uma vilã que voltou após mil anos de prisão na lua, com artefatos mágicos conhecidos como os "Elementos da Harmonia". Muitas das criaturas que aparecem nesses episódios têm designs que transmitem humor ou tolice. Exibido em duas partes, nos dias 10 e 22 de outubro de 2010, os episódios tiveram recepção positiva da crítica.

## Enredo

### Parte 1
Na terra mágica de Equestria, uma unicórnio estudiosa e anti-social chamada Twilight Sparkle aprende sobre uma profecia, que afirma que a maligna Nightmare Moon retornará durante a próxima Summer Sun Celebration após mil anos aprisionada na lua. Ela tenta avisar sua mentora Princesa Celestia, a benevolente governante alicórnio de Equestria, do perigo iminente, mas ela descarta seus avisos e envia ela e seu bebê dragão assistente Spike para Ponyville para supervisionar os preparativos da celebração e fazer alguns amigos. Como resultado, Twilight relutantemente conhece cinco pôneis encarregadas dos preparativos: Applejack, uma pônei terrestre do interior que trabalha na fazenda de maçãs de sua família; Rainbow Dash, uma pégaso que ajuda a controlar o clima; Rarity, uma unicórnio glamurosa que desenha moda; Fluttershy, uma pégaso tímida que se comunica com animais; e Pinkie Pie, uma pônei terrestre hiperativa que adora dar festas e se familiarizar com elas. Depois disso, Twilight continua estudando a lenda de Nightmare Moon em sua nova casa, a Golden Oaks Library, mas seus planos são frustrados quando Pinkie Pie lhe dá uma festa. Frustrada, Twilight deixa de estudar e vai à celebração pela manhã. Lá, Celestia desaparece enquanto Nightmare Moon aparece e decreta a noite eterna.

### Parte 2
Twilight retorna para sua biblioteca, relembrando um conjunto de artefatos usados para derrotar Nightmare Moon no passado, chamados de "Elementos da Harmonia". Seu guia afirma que cinco dos elementos são conhecidos: Honestidade, Bondade, Alegria, Generosidade e Lealdade. No entanto, o sexto não é. Ele ainda diz que quando os cinco elementos estão presentes, uma faísca fará com que o sexto apareça e que sua última localização conhecida é o Castle of the Two Sisters. Twilight e suas novas amigas se aventuram profundamente na Floresta Everfree, onde o castelo está localizado, para encontrar os Elementos da Harmonia. Nightmare Moon cria obstáculos para detê-los, mas cada pônei ajuda o grupo a superá-los usando suas próprias forças: quando um penhasco é destruído, Applejack verdadeiramente diz a Twilight para se deixar cair para que Rainbow Dash e Fluttershy possam pegá-la; quando uma manticora fica ferida, Fluttershy impede que suas amigas o ataquem e remove um espinho de sua pata; quando Nightmare Moon cria imagens assustadoras da árvore, Pinkie Pie convence suas amigas a rir delas em vez de temê-las; quando uma serpente marinha se desespera por ter perdido o bigode, Rarity lhe dá o rabo; e quando os Shadowbolts, um grupo de voadores talentosos, pedem a Rainbow Dash para ser seu líder, ela recusa, citando lealdade a suas amigas.
Uma vez que o grupo entra no castelo e encontra os elementos, Nightmare Moon aparece e atrai Applejack, Fluttershy, Pinkie Pie, Rarity e Rainbow Dash para outra torre, deixando ela e Twilight sozinhas. Enquanto a última tenta criar uma faísca com sua magia, a primeira os estilhaça. Embora devastada, Twilight ouve suas amigas encorajando-a e percebe que ela e suas novas amigas representam os seis elementos: Honestidade (Applejack), Bondade (Fluttershy), Alegria (Pinkie Pie), Generosidade (Rarity), Lealdade (Rainbow Dash) e Mágica (ela própria). A faísca é revelada como uma faísca de amizade e o grupo utiliza os elementos para derrotar Nightmare Moon, devolvendo-a à sua forma original como a irmã mais nova de Celestia, a Princesa Luna. Celestia retorna, perdoa Luna e permite que Twilight fique em Ponyville para continuar estudando a magia da amizade e ficar com suas novas amigas.

## Antecedentes
A cena de abertura de "Friendship Is Magic" apresenta desenhos semelhantes aos dos contos de fadas. Os episódios apresentam uma serpente marinha, cujo cabelo peculiar e rosto expressivo "refletem o humor inesperado que ele empresta à história". A manticora, estudada por Lynne Naylor em várias encarnações, pretende retratar uma atitude tola, mas feroz; suas asas afiadas são um contraste de seu cabelo circular e estrutura corporal. Nightmare Moon, uma ideia de Paul Rudish, tem uma anatomia, asas e paleta de cores que representam sua ameaça. A única música dos episódios, "Laughter Song", que Pinkie canta para convencer suas amigas a rirem em vez de terem medo, foi escrita por Daniel Ingram depois que ele foi sugerido como compositor para a série; ele escreveu uma demo baseada nas letras da criadora da série, Lauren Faust, que acabou lhe garantindo o emprego.

## Transmissão e recepção
A primeira parte dos episódios foi ao ar em 10 de outubro de 2010, no The Hub, e a segunda foi ao ar doze dias depois. Sherilyn Connelly considerou os episódios um "passeio divertido". Ela elogiou o clímax, afirmando "os episódio[s] ... voam dos trilhos em uma orgia de efeitos e filosofias estranhamente spielbergianos". Embora ela tenha achado o enredo previsível, Nicole Pucci, da The Mary Sue, chamou os episódios de "uma configuração ideal para um RPG [role-playing game]". Ela considerou a generosidade de Rarity com a serpente marinha como um exemplo da série "mostra[ndo] várias coisas [que ela] não esperava que aparecessem na tarifa infantil excessivamente esterilizada de hoje". Um estudo de Christian Valiente e Xeno Rasmusson considerou que os episódios contestam os estereótipos de gênero; eles disseram que as mulheres estão em posições de autoridade — como a gestão de Applejack de sua família e Rainbow Dash controlando o clima — e papéis que são primários — com apenas dois personagens masculinos que falam — e ativos — com uma vilã dirigindo a história e pôneis femininos resolvendo o conflito.

## Lançamento doméstico
Em fevereiro de 2012, a Shout! Factory lançou um DVD intitulado "The Friendship Express", disponível para compra nos Estados Unidos e no Canadá, contendo ambas as partes de "Friendship Is Magic" junto com três outros episódios. "Friendship Is Magic" também foi incluído no DVD da primeira temporada, lançado em dezembro do mesmo ano.

### Obras citadas
- Begin, Mary Jane (13 de outubro de 2015). My Little Pony: The Art of Equestria. [S.l.]: Abrams Books. ISBN 978-1-419-71577-8
- Valiente, Christian; Rasmusson, Xeno (24 de fevereiro de 2015). «Bucking the Stereotypes: My Little Pony and Challenges to Traditional Gender Roles». Journal of Psychological Issues in Organizational Culture (em inglês). 5 4 ed. pp. 88–97. ISSN 2041-8426. doi:10.1002/jpoc.21162. Consultado em 2 de novembro de 2021 – via Wiley Online Library